# Delhi Cantonment
Delhi Cantonment è una suddivisione dell'India, classificata come cantonment board, di 124.452 abitanti, situata nel distretto di Delhi Sud Ovest, nello territorio federato di Delhi. In base al numero di abitanti la città rientra nella classe I (da 100.000 persone in su).

## Geografia fisica
La città è situata a 28° 36' 34 N e 77° 08' 23 E.

## Società

### Evoluzione demografica
Al censimento del 2001 la popolazione di Delhi Cantonment assommava a 124.452 persone, delle quali 75.700 maschi e 48.752 femmine. I bambini di età inferiore o uguale ai sei anni assommavano a 15.101, dei quali 8.346 maschi e 6.755 femmine. Infine, coloro che erano in grado di saper almeno leggere e scrivere erano 95.927, dei quali 62.569 maschi e 33.358 femmine.